# Wadhwan (stato)
Lo Stato di Wadhwan fu uno stato principesco del subcontinente indiano, avente per capitale la città di Wadhwan.

## Storia
Lo stato di Wadhwan venne fondato come entità indipendente attorno al 1630. Esso divenne un protettorato britannico nel 1807. Lo stato di Wadhwan State era governato dai Rajput del clan Jhala.
L'ultimo regnante dello stato siglò l'atto di unione all'Unione Indiana il 15 febbraio 1948.

## Governanti
I regnanti locali avevano il titolo di Thakur Sahib.

### Thakur Sahib
- 1681-1707 Bhagatsinhji Udaisinhji
- 1707-1739 Arjansinhji Madhavsinhji (m. 1739)
- 1739-1765 Sabalsinhji Arjansinhji II (m. 1765)
- 1765-1778 Chandrasinhji Sabalsinhji (m. 1778)
- 1778-1807 Prithirajji Chandrasinhji (m. 1807)
- 1807-1827 Jalamsinhji Prithirajji (m. 1827)
- 1827-1875 Raisinhji Jalamsinhji (m. 1875)
- 1875-5 maggio 1885 Dajiraji Chandrasinhji (n. 1861 – m. 1885)
- 20 maggio 1885 – 25 maggio 1910 Balsinhji Chandrasinhji (n. 1863 – m. 1910)
- 25 maggio 1910 – 22 febbraio 1918 Jashwantsinhji Becharsinhji (m. 1918)
- 22 febbraio 1918 – 1934 Jorawarsinhji Jashwantsinhji (n. 1899 – m. 1934)
- 1934 – 15 agosto 1947 Surendrasinhji Jorawarsinhji (n. 1922 – m. 1983)